# Живанов Максим Сергійович
Макси́м Сергі́йович Живанов — український військовослужбовець, штаб-сержант Збройних Сил України, учасник російсько-української війни, який відзначився під час відбиття російського вторгнення в Україну. Повний кавалер ордена «За мужність».
Максим Живанов народився в Олександрії, навчався в Марто-Іванівській школі та Олександрійському політехнічному фаховому коледжі, проте навчання не закінчив. 2011 року у 22-річному віці пішов на військову службу. Починав як кулеметник, а згодом командував відділенням, взводом і навіть ротою.
Коли Росія розпочала агресію в 2014 році, Максим воював на Луганському напрямку. 
На початку повномасштабного вторгнення 2022 року — командир окремого розвідувального взводу 17-го окремого мотопіхотного батальйону 57-ї окремої мотопіхотної бригади імені кошового отамана Костя Гордієнка. 
Дістав тяжке поранення, після якого переніс 19 операцій, після тривалого лікування та реабілітації визнаний непридатним до військової служби та звільнений у відставку.

## Нагороди
- орден За мужність I ступеня  (12.07.2022) — за особисту мужність і самовіддані дії, виявлені у захисті державного суверенітету та територіальної цілісності України, вірність військовій присязі.[2]
- орден За мужність II ступеня  (16.04.2022) — за особисту мужність і самовіддані дії, виявлені у захисті державного суверенітету та територіальної цілісності України, вірність військовій присязі.[3]
- орден За мужність III ступеня  (02.12.2016) — за особистий внесок у зміцнення обороноздатності Української держави, мужність, самовідданість і високий професіоналізм, виявлені під час виконання військового обов’язку, та з нагоди Дня Збройних Сил України.[4]